# William Farr
William Farr (født 30. november 1807, død 14. april 1883) var en engelsk læge, der som pionér inden for den præventive socialmedicin var én af lederne i kampen for bedre folkesundhed og forbedrede sanitære forhold.
Hans interesse for hygiejniske spørgsmål gjorde, at han specialiserede sig i statistisk arbejde, og fra 1838 udarbejdede han en omfattende statistisk beretning om sygdoms- og dødsårsager, der ligesom hans dødelighedstabeller (hvoraf den første blev udsendt i 1843) fik stor betydning fremover.